# Kostel Čtrnácti svatých pomocníků (Radkovice u Hrotovic)
Kostel Čtrnácti svatých pomocníků je farní kostel římskokatolické farnosti Radkovice u Hrotovic se nachází v centru obce uprostřed hřbitova. Kostel je barokní centrální osmibokou stavbou s hranolovou věží v průčelí. Součástí kostela je sochařská výzdoba, kostel se nachází uprostřed ohrazeného hřbitova se zdí zdobenou čtyřmi barokními sochami světců. Další dvě sochy jsou umístěny uvnitř areálu kostela. Kostel je chráněn jako kulturní památka České republiky.

## Historie
Kostel byl postaven v roce 1715 Františkem Josefem z Ostašova, ten jej postavil na místě původní kaple. V tu dobu také František Josef daroval kostelu zvon. Druhý zvon pak byl ulit Jiřím Scheichlem. V roce 1804 byla opravena kostelní věž. V roce 1745 byla zřízena farnost při kostele, zřízena byla vdovou po Františku Josefovi – Kateřinou Evou. Tak kostel byl do roku 1824 pod správou vlastní farnosti, později kostel byl spravován farností Biskupice. Od roku 1889 pak farnost opět byla ustavena v Radkovicích. V roce 2012 byla na kostele rekostruována vnější fasáda.